# Трзајна фитиљача
Трзајна фитиљача (енгл. Snap matchlock), врста табана на фитиљ, који се користио у Европи у 16. веку, а у Кини, Кореји и Јапану од 16. до краја 19. века. Овај механизам сматра се претечом каснијих кремењача.

## Карактеристике
Табан на фитиљ је најстарији механизам за опаљивање код ручног ватреног оружја. У најпримитинијем облику, састојао се само од табанске дашчице и ротирајуће закривљене полуге у облику слова S (познатог под именом серпентин, на латинском змијолики), чији је горњи крај држао фитиљ, а притисак на доњи крају урањао фитиљ у чанак са припалом, вршећи опаљивање. Компликованији облик табана, широко коришћен у Европи и на Блиском Истоку, имао је систем полуга са опругом, тако да је притисак на обарач урањао серпентин у чанак.

Постојао је и трећи, најкомпликованији облик табана, познат као трзајна фитиљача (енгл. Snap matchlock). Овде је серпентин са фитиљем био постављен на задњи крај табанске дашчице, и негово подизање уназад и нагоре напињало је опругу у облику попречно положеног слова V, постављену испод њега, све док се доњи крај серпентина не би закачио за дугме или куку повезану са окидачем, при чему би серпентин остао у натегнутом положају, са опругом под тензијом, слично орозу код каснијих кремењача. Повлачење обарача ослобађало је тензију опруге, и серпентин би снажно ударио у чанак са припалом, вршећи опаљивање под условом да је садржао упаљен фитиљ. Овај табан измишљен је у Европи почетком 16. века, али је највећу употребу доживео на Далеком истоку, где се користио све до краја 19. века. Португалски морепловци пренели су ову технологију у Јапан (1543), где се одмах развила масовна локална производња (јапанска аркебуза) копирањем две поклоњене португалске аркебузе. Овај тип мускета раширио се из Јапана у Кореју (од 1592), а затим у Индокину и Индонезију, где је коришћен све до краја 19. века.
- Тродимензионални модел трзајне фитиљаче
- Тродимензионални модел корејске мускете са почетка 17. века, са серпентином у неутралном положају.
- Серпентин натегнут за пуцање.
- Серпентин након опаљивања.

## Галерија
- Европске трзајне фитиљаче
- Две немачке трзајне фитиљаче са почетка 16. века. Горња из 1510-1520, а доња из 1534. године.
- Немачка трзајна фитиљача, рани 16. век.
- Табан немачке трзајне фитиљаче (крај 16-рани 17. век).
- Европска трзајна фитиљача, 17. век.

- Трзајне фитиљаче Далеког Истока (Јапана, Кореје, Индокине и Индонезије).
- Табан јапанске трзајне фитиљаче са натежућим серпентином и спољашњом опругом, 19. век.
- Јапанска фитиљача у облику пиштоља, 18. век.
- Тродимензионални модел вијетнамске мускете, 17. век.
- Корејска птичија пушка, 19. век.
- Јапанска мускета и пиштољ, 19. век.
- Индонежанска мускета фитиљача, 19. век.